# مطار قرنين
مطار قرنين (إيكاو: OMAQ) هو مطار خاص صغير تديره شركة بترول أبوظبي الوطنية . يخدم حقل النفط في القرنين، أبو ظبي، الإمارات العربية المتحدة.